# Olga Radosavljević
Olga Radosavljević (Beograd, 24. maj 1914) srpska slikarka.

## Život i karijera
Rođena je 24. maja 1914. godine u Beogradu. Srednju školu je završila u Trećoj ženskoj gimnaziji 1931/32 god. u Beogradu. Studirala je tehnologiju na Univezitetu u Beogradu gde je imala 7 priznatih semestara. Udala se 1939. godine i zbog ratnih prilika prekinula dalje studiranje.
U Decembru 1949. godine postala je član, a od 20. Februara 1950. godine i sekretar likovne sekcije Ž.K.U.D. „Vaso Miskin-Crni” u Sarajevu. Za to vreme nastavom su rukovodili akademski slikari Ivo Šeremet i Petar Tješić. Po savetu Petra Tješića došla je u Beograd kod akademskog slikara Jovana Bjelića kod koga je provela 3 godinu u radu.
„Večernji akt” je vežbala na Radničkom univerzitetu u likovnoj sekciji pod rukovodstvom akademskog slikara Aleksandra Lukovića.
U cilju upoznavanja razvoja i istorije umetnosti upisala je 1958/59. godine Filozovski fakultet Odsek za istoriju umetnosti.

## Izložbe
- Ž.K.U.D." Vaso Miskin-Crni" u Sarajevu, 1950. godine,
- Matice srpske u Novom Sadu 1957. godine,
- Tradicionalna Prvomajska izložba amatera slikara Beograda i Kovačice na Radničkom univerzitetu „Đuro Salaj” u Beogradu, 1961, a potom kao Kružna republička izložba.